# Костюк, Богдана Олеговна
Богдана Олеговна Костюк (укр. Богдана Олегівна Костюк; 19 августа 1964, Киев — 7 июня 2020, там же) — советская и украинская журналистка, писательница.

## Биография
Окончила отделение славянской филологии Киевского университета (1987), стажировалась в Софийском университете (1986—1987). В юности писала прозу, в 1984 году опубликован сборник рассказов «Круча». Один из рассказов Костюк вошёл в вышедшую в Болгарии в 1981 году антологию «Женщины» наряду с рассказами Сельмы Лагерлёф, Дороти Паркер, Агаты Кристи, Франсуазы Саган.
В 1990—1993 гг. работала в партии Народный Рух Украины: референт, переводчик, сотрудник секретариата.
С 1995 г. и до конца жизни репортёр украинской службы радио «Свобода». Была первым координатором Киевского бюро радиостанции после его официальной регистрации, вела репортажи из Верховной Рады и с уличных противостояний в Киеве.
Как соответствующие высшим стандартам журналистики оценил публикации Костюк бывший министр иностранных дел Украины Владимир Огрызко. В панихиде по Богдане Костюк, прошедшей в соборе Михайловского Златоверхого монастыря, принял участие предстоятель Православной церкви Украины Епифаний.